# شيخوانلو السفلي (شهرستانة)
شيخوانلو السفلی (بالفارسية: شیخوانلو سفلی) هي قرية تقع في إيران في قسم شهرستانة الريفي. يقدر عدد سكانها بـ 226 نسمة .